# Naukratis-Maler

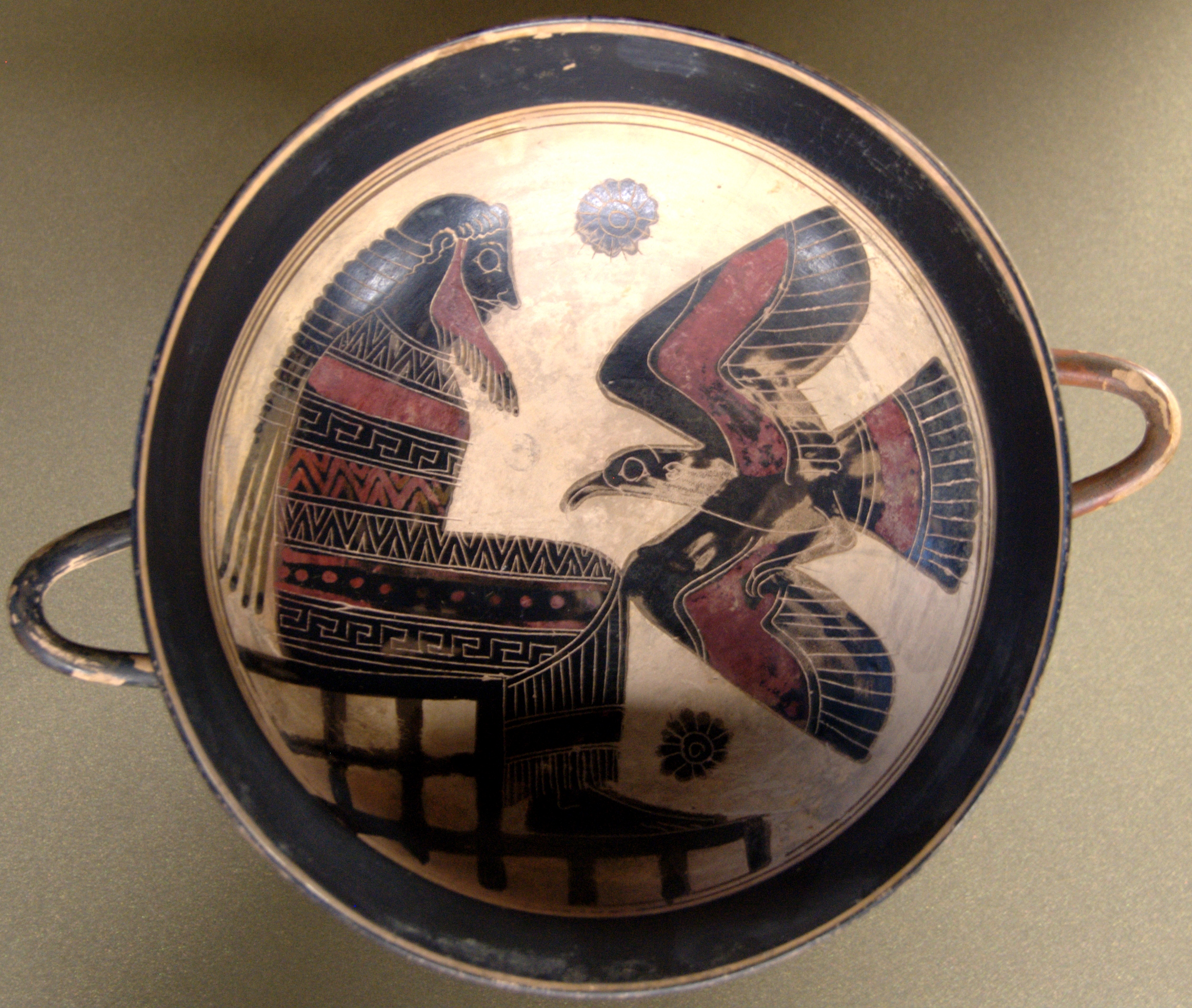
Schale mit Zeus – möglicherweise als Abbildung einer primitiven Statue – und seinem Adler; um 570 v. Chr.; Paris, Louvre E 668

Der Naukratis-Maler (englisch Naukratis Painter) war ein lakonischer Vasenmaler, tätig im 2. Viertel des 6. Jahrhunderts v. Chr.

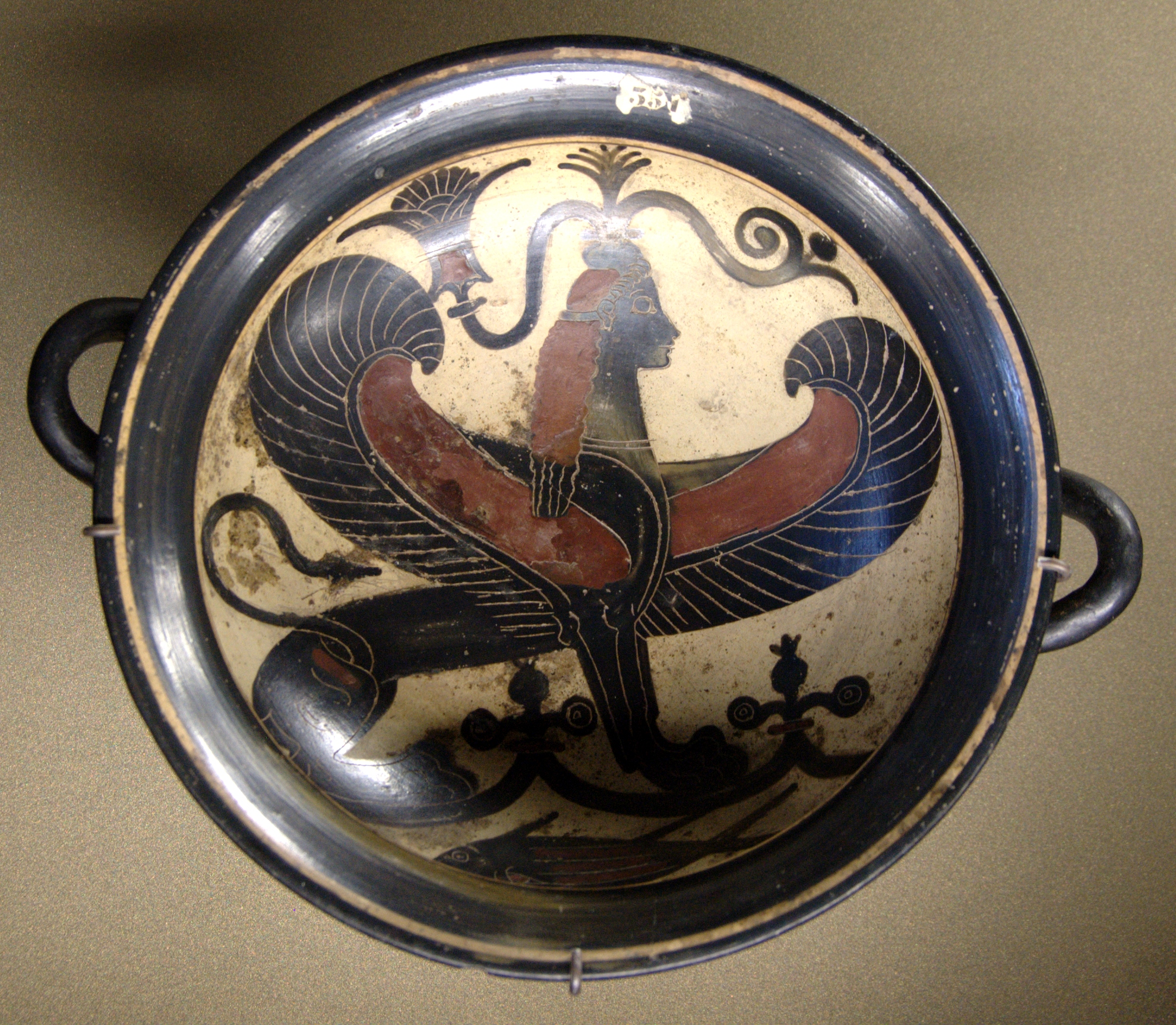
Schale mit Darstellung einer Sphinx; um 560 v. Chr.; Paris, Louvre E 664

Der Naukratis-Maler wurde 1972 von Conrad M. Stibbe bei einer grundlegenden Revision des bekannten lakonischen Materials erkannt. Ihm wurden 116 Vasen zugeschrieben. Er ist neben dem Arkesilas-Maler, dem Reiter-Maler, dem Boreaden-Maler und dem Jagd-Maler einer der Hauptmaler des lakonischen Stils. Mit dem Boreaden-Maler bildet er die erste Generation der lakonischen Vasenmalerei und leitete wohl die erste Werkstatt, in der neben ihm weitere Handwerker wirkten, die seinem künstlerischen Kreis zugeschrieben werden. Seinen Notnamen erhielt er nach einer in Naukratis gefundenen Schale. Er verzierte neben Schalen auch Amphoren sowie die lakonischen Formen Lakaina und Krater lakonikos. Wahrscheinlich war der Naukratis-Maler auch Töpfer, worauf Eigenheiten in der Form der Bildträger des Malers schließen lassen. Zwei Fragmente, die im Demeter-Heiligtum von Kyrene gefunden wurden zeigen, dass er schreiben konnte. Damit ist er neben dem Jagd-Maler der einzige bekannte lakonische Maler der Beischriften verwendete. Die Gestaltung des dreizügig ausgeführten Iota spricht dafür, dass der Künstler nicht aus Lakonien stammte.
Der Naukratis-Maler zeigte sowohl im Tondo wie auch auf den Außenseiten der Schalen vor allem von der korinthischen Vasenmalerei beeinflusste Tierfriese, die in seiner frühen Schaffenszeit von kräftiger Gestalt waren und vor allem mit purpurner Deckfarbe verziert waren. In seiner späteren Zeit lässt die Verwendung der Farben zu, die Tiere wurden schlanker. Auch bei den Motiven gibt es eine Entwicklung von Tieren, über Mischwesen, Boreaden, Gorgonen, und Sphinx bis hin zu Menschen. Seine chronologisch erste Szene die einzig ein menschliches Thema darstellte, war eine Gelageszene. Später folgten auch Kampfdarstellungen.